# 1477 en santé et médecine
| Années de la santé et de la médecine : 1474 - 1475 - 1476 - 1477 - 1478 - 1479 - 1480    |
| Décennies de la santé et de la médecine : 1440 - 1450 - 1460 - 1470 - 1480 - 1490 - 1500 |

Cet article présente les faits marquants de l'année 1477 en santé et médecine.

## Événements
- Fondation de l'université d'Uppsala en Suède, où une première chaire de médecine, instituée en 1595, restera vacante jusqu'en 1613, à la nomination de Johannes Chesnecopherus (sv)[1].
- Fondation de l'université de Mayence, supprimée en 1798, mais dont la faculté de médecine se survivra, au moins jusqu'en 1812, en tant qu'« école provisoire de médecine[2] ».
- Fondation par Eberhard V, comte de Wurtemberg, de l'université de Tübingen, en Souabe, avec une faculté de médecine dont les plus anciens statuts prescrivent que « tous les deux, ou trois, ou au plus quatre ans, il sera fait la dissection d'un cadavre humain, et que la démonstration des parties sera accompagnée d'une lecture de l'ouvrage de Mundinus[3] ».
- Fondation d'un hôpital ou maison-Dieu (domus Dei) à Montévrain, en Brie, par Jean d'Argny et sa femme, demoiselle de Sasseville[4].
- À Lille, en Flandre, quelques notables font édifier deux maisons pour recevoir les orphelins, « les filles en un lieu, et les mâles en un autre », dont la première prendra le nom, en 1490, de maison des orphelines de la Conception de la Vierge, dite des « Bonnes Filles[5] ».
- Pierre de Narbonne, chirurgien à Avignon, s'engage à guérir en six mois et pour trois écus une certaine Guillemette Auvray de sa fistule lacrymale, à ne pas percevoir d'honoraires s'il échoue et à renouveler ses soins sans supplément de prix en cas de récidive[6].
- La corporation des chirurgiens et barbiers de Valence reçoit de Jean II, roi d'Aragon, le privilège de disséquer des cadavres[7].
- 1477-1479 : les épidémies qui sévissent dans le Nord de l'Italie font plus de quarante mille morts[8].

## Publication

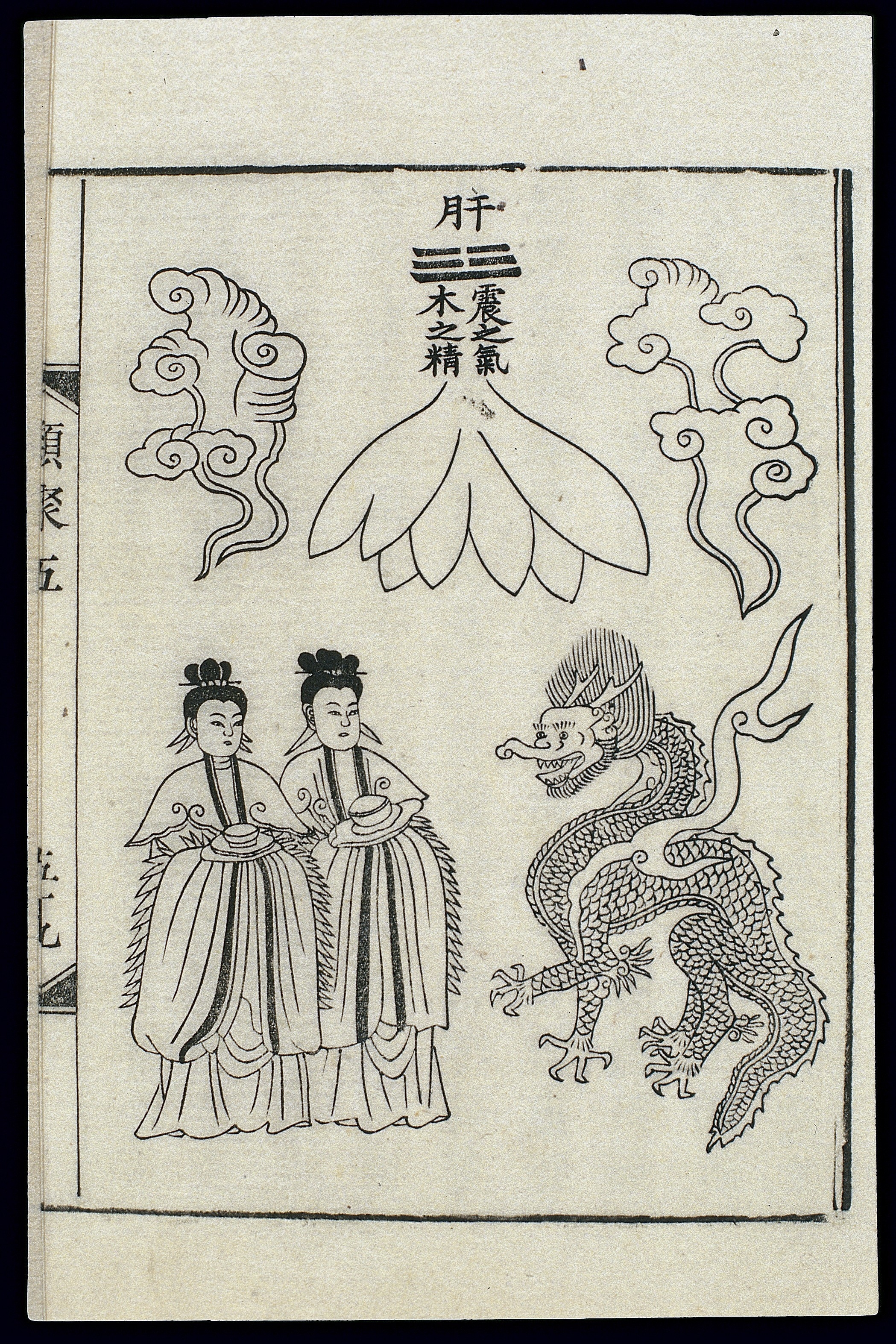
Représentation symbolique du foie
Uibang yuchwi
Fac-simile japonais
1861

- 1443-1477 : en Corée, commencée sous le règne de Sejong le Grand, rédaction des trois cent soixante-cinq volumes de l'Uibang yuchwi (« Collection classifiée de prescriptions médicales »), encyclopédie de médecine traditionnelle où sont compilés plus de cent cinquante ouvrages[9],[10].

## Personnalités
- 1446-1477 : fl. Gérard Jeronimi, clerc et médecin, reçu docteur à Paris, membre et bienfaiteur du chapitre de Reims[11].
- 1461-1477 : fl. Jean Bruninc, chirurgien au service de Charles, comte de Charolais puis duc de Bourgogne, très certainement parent de Josse (fl. 1444-1461) et de Laurent Bruninc († 1498), également chirurgiens[12].

## Naissance
- Bartolomeo Maggi (it) (mort en 1552), chirurgien et médecin à Bologne, au service du cardinal de Monte qui, élu pape sous le nom de Jules III, en fait son Premier médecin, auteur d'un traité sur les plaies par arme à feu (De sclopetorum et bombardarum vulnerum curatione) paru à Bologne en 1552, l'année de sa mort[13].

## Décès
- Geoffroi Lamy (né à une date inconnue), clerc, chanoine d'Évreux, docteur en médecine, recteur de l'université de Paris en 1436-37[11].
- Après 1477 : Jean Desmons (né à une date inconnue), chirurgien, au service du roi René, de Charles d'Anjou, comte du Maine, et de Nicolas d'Anjou, duc de Calabre[11].